# Hilshire Village
Hilshire Village és una ciutat al Comtat de Harris a l'estat de Texas. Segons el cens del 2000 tenia 720 habitants.

## Demografia
Segons el cens del 2000, Hilshire Village tenia 720 habitants, 286 habitatges, i 227 famílies. La densitat de població era de 1.029,6 habitants per km².
Dels 286 habitatges en un 33,6% hi vivien nens de menys de 18 anys, en un 69,9% hi vivien parelles casades, en un 6,6% dones solteres, i en un 20,3% no eren unitats familiars. En el 17,1% dels habitatges hi vivien persones soles l'11,9% de les quals corresponia a persones de 65 anys o més que vivien soles. El nombre mitjà de persones vivint en cada habitatge era de 2,52 i el nombre mitjà de persones que vivien en cada família era de 2,83.
Per edats la població es repartia de la següent manera: un 24% tenia menys de 18 anys, un 2,1% entre 18 i 24, un 21,9% entre 25 i 44, un 34,3% de 45 a 60 i un 17,6% 65 anys o més.
L'edat mediana era de 46 anys. Per cada 100 dones de 18 o més anys hi havia 86,7 homes.
La renda mediana per habitatge era de 117.252 $ i la renda mediana per família de 129.025 $. Els homes tenien una renda mediana de 90.402 $ mentre que les dones 61.875 $. La renda per capita de la població era de 66.620 $. Aproximadament el 3% de les famílies i el 2,5% de la població estaven per davall del llindar de pobresa.

## Poblacions properes
El següent diagrama mostra les poblacions més properes.